# Facciata a salienti

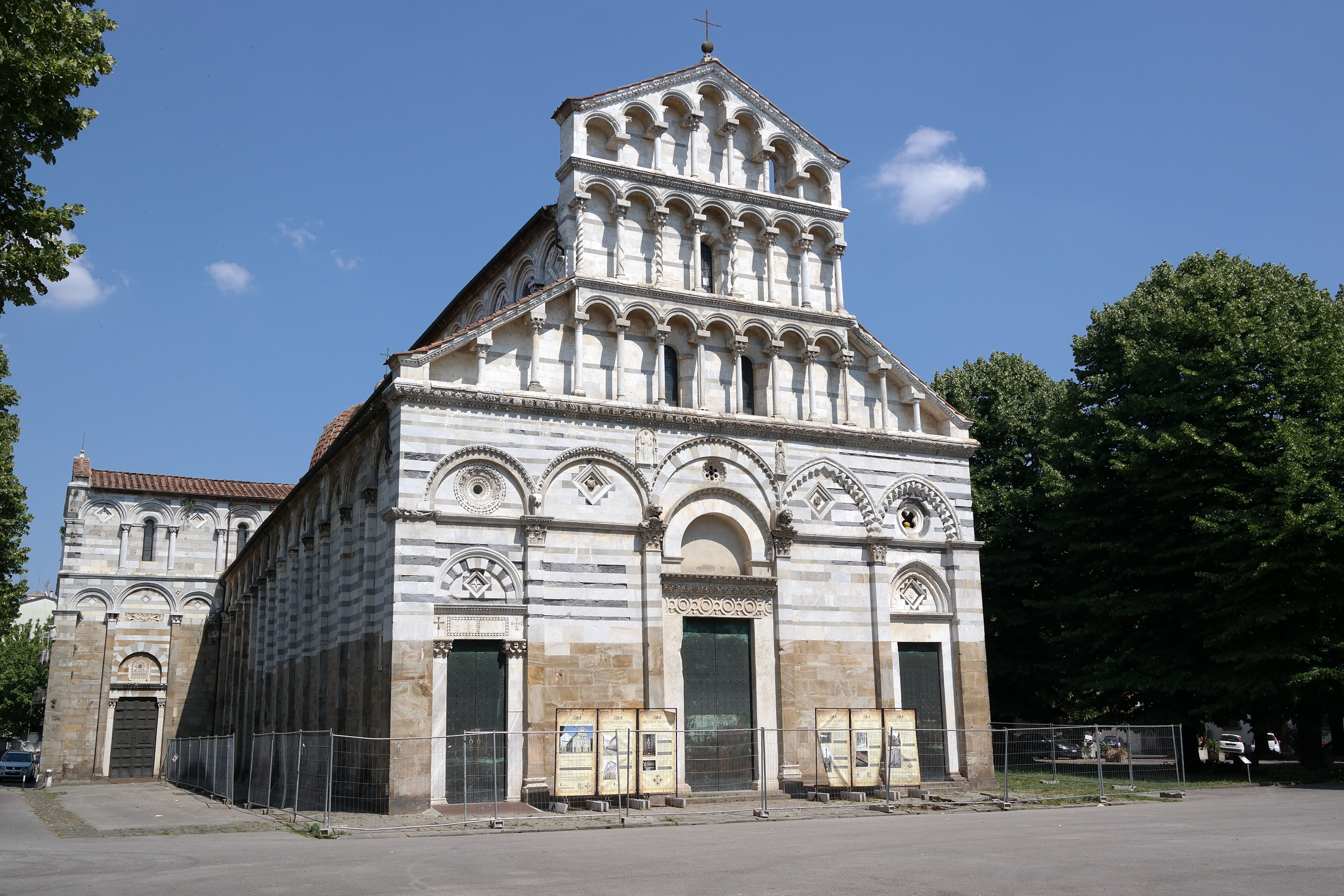
La facciata di San Paolo a Ripa d'Arno a Pisa

La facciata a salienti, o più in generale copertura a salienti, o facciata a capanna composita, è un termine architettonico usato per definire la forma della facciata di un edificio, solitamente una chiesa, quando, come suggerisce il termine stesso, la copertura presenta una successione di spioventi, di solito quattro, posti a differenti altezze. 
Solitamente, la presenza di ogni singolo saliente a lato del vertice di copertura corrisponde in una chiesa a una navata laterale. La facciata a salienti ha origini illustri: era presente infatti nell'antica San Giovanni Laterano, anche se non si può parlare ancora di una vera e propria "facciata" in quanto il suo aspetto non era rilevante per i costruttori e seguiva semplicemente il profilo delle cinque navate interne.
Esempi maturi di facciata a salienti si trovano nella romanica chiesa di San Michele in Foro a Lucca, nel Duomo di Cosenza o nella più tarda basilica di San Giorgio Maggiore a Venezia. Invece, nella basilica di Santa Maria Novella a Firenze i salienti delle navate laterali sono celati in facciata da due volute che mutano il classico schema della facciata a salienti.
La struttura a salienti può essere schermata anche da frontoni, terrazzamenti e balaustre, campanili e facciate a capanna.
Tuttavia, il numero dei salienti della copertura può non corrispondere alla suddivisione interna delle navate, che possono essere ricoperte da un'unica falda inclinata e possono essere 5 :è il caso ad esempio del Duomo di Pisa e dell'antica basilica di San Pietro in Vaticano.